# Natação no Campeonato Mundial de Esportes Aquáticos de 2009 - 200 m livre masculino
A prova dos 200 metros livre masculino da natação no Campeonato Mundial de Esportes Aquáticos de 2009 ocorreu nos dias 27 e 28 de julho no Stadio del Nuoto em Roma.

## Recordes
Antes desta competição, os recordes mundiais e do campeonato nesta prova eram os seguintes:
| Tipo                  | Atleta         | Tempo   | Local     | Data                 | Ref |
| --------------------- | -------------- | ------- | --------- | -------------------- | --- |
|                       | Michael Phelps | 1:42,96 | Pequim    | 12 de agosto de 2008 | ver |
| Recorde do campeonato | Michael Phelps | 1:43,86 | Melbourne | 27 de março de 2007  | ver |

## Medalhistas
| Ouro                  | Prata                | Bronze              |
| Paul Biedermann (GER) | Michael Phelps (USA) | Danila Izotov (RUS) |

## Resultados

### Eliminatórias
Estes são os resultados das eliminatórias:
| Pos. | Atleta                    | Tempo   | Bateria | Raia | Notas            |
| ---- | ------------------------- | ------- | ------- | ---- | ---------------- |
| 1    | GER Paul Biedermann       | 1:45.30 | 14      | 4    |                  |
| 2    | USA Michael Phelps        | 1:45.60 | 15      | 4    |                  |
| 3    | RUS Danila Izotov         | 1:45.86 | 14      | 3    |                  |
| 4    | RSA Jean Basson           | 1:45.88 | 15      | 3    |                  |
| 5    | NED Sebastiaan Verschuren | 1:46.25 | 13      | 8    |                  |
| 6    | JPN Sho Uchida            | 1:46.30 | 14      | 6    | Recorde nacional |
| 7    | RUS Nikita Lobintsev      | 1:46.32 | 13      | 3    |                  |
| 8    | KOR Park Taehwan          | 1:46.53 | 13      | 4    |                  |
| 9    | AUS Kenrick Monk          | 1:46.56 | 15      | 1    |                  |
| 10   | AUS Patrick Murphy        | 1:46.61 | 13      | 5    |                  |
| 11   | CAY Shaune Fraser         | 1:46.89 | 12      | 2    |                  |
| 12   | GBR Andrew Hunter         | 1:46.96 | 13      | 2    |                  |
| 13   | ITA Emiliano Brembilla    | 1:46.99 | 14      | 1    |                  |
| 14   | SUI Dominik Meichtry      | 1:47.10 | 14      | 5    |                  |
| 15   | USA David Walters         | 1:47.15 | 15      | 5    |                  |
| 16   | GBR Ross Davenport        | 1:47.21 | 15      | 6    |                  |
| 17   | JPN Shogo Hihara          | 1:47.25 | 13      | 7    |                  |
| 18   | BRA Nicolas Oliveira      | 1:47.55 | 13      | 6    |                  |
| 19   | ITA Gianluca Maglia       | 1:47.64 | 14      | 7    |                  |
| 20   | AUT Dominik Koll          | 1:47.83 | 13      | 1    |                  |
| 21   | TUN Ahmed Mathlouthi      | 1:47.88 | 14      | 2    |                  |
| 22   | IRL Ryan Harrison         | 1:47.94 | 11      | 3    |                  |
| 23   | CAN Blake Worsley         | 1:48.17 | 12      | 7    |                  |
| 24   | CAY Brett Fraser          | 1:48.18 | 7       | 0    |                  |
| 25   | HUN Peter Bernek          | 1:48.24 | 12      | 8    |                  |
| 26   | CAN Colin Russell         | 1:48.25 | 15      | 7    |                  |
| 27   | NZL Andrew Mcmillan       | 1:48.30 | 15      | 9    |                  |
| 28   | VEN Daniele Tirabassi     | 1:48.51 | 10      | 2    |                  |
| 29   | NOR Gard Kvale            | 1:48.57 | 12      | 1    |                  |
| 30   | BRA Rodrigo Castro        | 1:48.62 | 14      | 8    |                  |

| Ver o restante da classificação | Ver o restante da classificação    | Ver o restante da classificação | Ver o restante da classificação | Ver o restante da classificação | Ver o restante da classificação | Ver o restante da classificação |
| Pos.                            | Atleta                             | Tempo                           | Bateria                         | Raia                            | Notas                           |                                 |
| ------------------------------- | ---------------------------------- | ------------------------------- | ------------------------------- | ------------------------------- | ------------------------------- | ------------------------------- |
| 31                              | ISR Nimrod Shapira Baror           | 1:48.63                         | 15                              | 8                               |                                 |                                 |
| 32                              | DEN Jon Rahauge Rud                | 1:48.69                         | 12                              | 9                               |                                 |                                 |
| 33                              | POL Konrad Czerniak                | 1:48.73                         | 15                              | 0                               |                                 |                                 |
| 34                              | GER Clemens Rapp                   | 1:48.75                         | 14                              | 9                               |                                 |                                 |
| 35                              | PUR Douglas Clark Lennox Ii        | 1:48.81                         | 6                               | 2                               |                                 |                                 |
| 36                              | AUT David Brandl                   | 1:48.89                         | 12                              | 3                               |                                 |                                 |
| 37                              | GRE Andreas Zisimos                | 1:48.96                         | 12                              | 5                               |                                 |                                 |
| 38                              | SUI David Karasek                  | 1:48.97                         | 11                              | 6                               |                                 |                                 |
| 39                              | BEL Pholien Systermans             | 1:49.03                         | 11                              | 5                               |                                 |                                 |
| 40                              | NZL Michael Jack                   | 1:49.11                         | 13                              | 9                               |                                 |                                 |
| 41                              | SRB Djordje Markovic               | 1:49.21                         | 12                              | 6                               |                                 |                                 |
| 42                              | LAT Romans Miloslavskis            | 1:49.34                         | 12                              | 4                               |                                 |                                 |
| 43                              | RSA Jan Albert Venter              | 1:49.41                         | 13                              | 0                               |                                 |                                 |
| 44                              | POR Cesar Faria                    | 1:49.53                         | 10                              | 4                               |                                 |                                 |
| 45                              | LUX Raphael Stacchiotti            | 1:49.61                         | 11                              | 2                               |                                 |                                 |
| 46                              | CZE Kvetoslav Svoboda              | 1:49.74                         | 11                              | 4                               |                                 |                                 |
| 47                              | BEL Glenn Surgeloose               | 1:50.03                         | 12                              | 0                               |                                 |                                 |
| 48                              | VEN Crox Acuna                     | 1:50.08                         | 10                              | 6                               |                                 |                                 |
| 48                              | HUN Zoltan Povazsay                | 1:50.08                         | 14                              | 0                               |                                 |                                 |
| 50                              | KOR Bae Joonmo                     | 1:50.48                         | 10                              | 8                               |                                 |                                 |
| 51                              | ISR Gal Nevo                       | 1:50.52                         | 9                               | 8                               |                                 |                                 |
| 52                              | URU Martin Daniel Kutscher Belgeri | 1:50.69                         | 11                              | 9                               |                                 |                                 |
| 53                              | TUR Kemal Arda Gurdal              | 1:50.79                         | 9                               | 6                               |                                 |                                 |
| 53                              | POR Jorge Maia                     | 1:50.79                         | 10                              | 5                               |                                 |                                 |
| 55                              | CHN Shi Tengfei                    | 1:50.88                         | 10                              | 1                               |                                 |                                 |
| 56                              | IRL Conor Leaney                   | 1:50.98                         | 10                              | 0                               |                                 |                                 |
| 57                              | PUR Raul Enrique Martinez Colomber | 1:51.09                         | 9                               | 3                               |                                 |                                 |
| 58                              | CHN Xin Tong                       | 1:51.18                         | 11                              | 8                               |                                 |                                 |
| 59                              | PER Sebastian Jahnsen Madico       | 1:51.21                         | 8                               | 3                               |                                 |                                 |
| 60                              | EST Vladimir Sidorkin              | 1:51.24                         | 11                              | 1                               |                                 |                                 |
| 61                              | CRC Mario Montoya                  | 1:51.30                         | 10                              | 9                               |                                 |                                 |
| 62                              | KAZ Oleg Rabota                    | 1:51.56                         | 8                               | 7                               |                                 |                                 |
| 63                              | ISV Branden Whitehurst             | 1:51.59                         | 6                               | 6                               |                                 |                                 |
| 64                              | POL Lukasz Giminski                | 1:51.62                         | 11                              | 0                               |                                 |                                 |
| 65                              | BUL Aleksandar Nikolov             | 1:51.77                         | 9                               | 5                               |                                 |                                 |
| 66                              | TUN Taki M'rabet                   | 1:51.88                         | 9                               | 2                               |                                 |                                 |
| 67                              | IND Virdhawal Khade                | 1:52.01                         | 11                              | 7                               |                                 |                                 |
| 68                              | COL Mateo De Angulo Velasco        | 1:52.37                         | 9                               | 9                               |                                 |                                 |
| 69                              | UKR Vadym Lepskii                  | 1:52.50                         | 8                               | 0                               |                                 |                                 |
| 70                              | GEO Irakli Revishvili              | 1:52.87                         | 8                               | 5                               |                                 |                                 |
| 71                              | SIN Lim Wen Hao Joshua             | 1:52.99                         | 8                               | 2                               |                                 |                                 |
| 72                              | IRI Saeed Malekae Ashtiani         | 1:53.32                         | 6                               | 3                               |                                 |                                 |
| 73                              | BIH Hajder Ensar                   | 1:53.62                         | 7                               | 1                               |                                 |                                 |
| 74                              | ARM Mikayel Koloyan                | 1:53.76                         | 7                               | 5                               |                                 |                                 |
| 75                              | KAZ Artur Dilman                   | 1:53.88                         | 9                               | 1                               |                                 |                                 |
| 76                              | PHI Miguel Molina                  | 1:54.02                         | 10                              | 3                               |                                 |                                 |
| 77                              | PER Sebastian Arispe Silva         | 1:54.04                         | 7                               | 4                               |                                 |                                 |
| 78                              | UZB Petr Romashkin                 | 1:54.09                         | 9                               | 7                               |                                 |                                 |
| 79                              | PHI Charles William Walker         | 1:54.72                         | 7                               | 6                               |                                 |                                 |
| 80                              | ZAM Zane Jordan                    | 1:54.87                         | 7                               | 9                               |                                 |                                 |
| 81                              | EGY Mohamed Farhoud                | 1:55.03                         | 9                               | 4                               |                                 |                                 |
| 82                              | IRI Emin Noshadi                   | 1:55.52                         | 5                               | 6                               |                                 |                                 |
| 83                              | MAR Berrada Morad                  | 1:55.69                         | 8                               | 1                               |                                 |                                 |
| 84                              | CRC Jose Alberto Montoya           | 1:55.77                         | 6                               | 7                               |                                 |                                 |
| 85                              | TPE Chien Jui-Ting                 | 1:55.91                         | 7                               | 7                               |                                 |                                 |
| 86                              | UZB Sobitjon Amilov                | 1:56.25                         | 7                               | 3                               |                                 |                                 |
| 87                              | COL Julio Cesar Galofre Montes     | 1:56.40                         | 10                              | 7                               |                                 |                                 |
| 88                              | ZIM Grant Beahan                   | 1:56.52                         | 7                               | 2                               |                                 |                                 |
| 89                              | KUW Mohammed Madouh                | 1:56.64                         | 6                               | 4                               |                                 |                                 |
| 90                              | TPE Pan Kai-Wen                    | 1:56.77                         | 9                               | 0                               |                                 |                                 |
| 91                              | GUA Gary Pineda                    | 1:56.95                         | 4                               | 2                               |                                 |                                 |
| 92                              | SIN Cheah Mingzhe Marcus           | 1:57.01                         | 8                               | 6                               |                                 |                                 |
| 93                              | ALB Endi Babi                      | 1:57.15                         | 6                               | 0                               |                                 |                                 |
| 94                              | MKD Bojan Jovanov                  | 1:57.48                         | 1                               | 0                               |                                 |                                 |
| 95                              | DOM Radhames Kalaf                 | 1:57.51                         | 6                               | 8                               |                                 |                                 |
| 96                              | KSA Loai Abdulwahid Tashkandi      | 1:57.94                         | 8                               | 9                               |                                 |                                 |
| 97                              | PAN Diego Castillo                 | 1:58.03                         | 5                               | 8                               |                                 |                                 |
| 98                              | JAM Jonathan Wong                  | 1:58.27                         | 4                               | 1                               |                                 |                                 |
| 99                              | IND Ashwin Menon                   | 1:58.62                         | 5                               | 7                               |                                 |                                 |
| 100                             | AND Oriol Cunat                    | 1:58.74                         | 5                               | 3                               |                                 |                                 |
| 101                             | KGZ Rashid Iunusov                 | 1:58.86                         | 8                               | 8                               |                                 |                                 |
| 102                             | KUW Marzouq Alsalem                | 1:59.37                         | 6                               | 5                               |                                 |                                 |
| 103                             | HON Allan Gabriel Gutierrez Castro | 1:59.57                         | 5                               | 4                               |                                 |                                 |
| 104                             | MLT Neil Agius                     | 1:59.61                         | 4                               | 3                               |                                 |                                 |
| 105                             | PLE Ahmed Jebrel                   | 1:59.71                         | 4                               | 0                               |                                 |                                 |
| 106                             | JOR Kareem Ennab                   | 1:59.80                         | 4                               | 4                               |                                 |                                 |
| 107                             | GUM Christopher Duenas             | 1:59.88                         | 6                               | 9                               |                                 |                                 |
| 108                             | BAR Vaughn Forsythe                | 1:59.94                         | 5                               | 1                               |                                 |                                 |
| 109                             | GEO Giorgi Mtvralashvili           | 2:00.03                         | 5                               | 2                               |                                 |                                 |
| 110                             | GIB Colin Bensadon                 | 2:00.19                         | 5                               | 0                               |                                 |                                 |
| 111                             | ALB Sidni Hoxha                    | 2:01.30                         | 4                               | 8                               |                                 |                                 |
| 112                             | KGZ Aleksandr Slepchenko           | 2:01.41                         | 6                               | 1                               |                                 |                                 |
| 113                             | BOL Ignacio Ivan Quevedo Bubba     | 2:01.84                         | 3                               | 5                               |                                 |                                 |
| 114                             | NCA Omar Nunez                     | 2:02.23                         | 4                               | 7                               |                                 |                                 |
| 115                             | NCA Fernando Medrano               | 2:02.45                         | 3                               | 4                               |                                 |                                 |
| 116                             | BOL Armando Esteban Zayas Claure   | 2:02.87                         | 4                               | 9                               |                                 |                                 |
| 117                             | MLT Edward Caruana Dingli          | 2:03.43                         | 3                               | 2                               |                                 |                                 |
| 118                             | TAH Heimanu Sichan                 | 2:03.65                         | 4                               | 6                               |                                 |                                 |
| 119                             | GRN Esau Simpson                   | 2:03.93                         | 3                               | 9                               |                                 |                                 |
| 120                             | HON Luis Andres Martorell Name     | 2:04.06                         | 3                               | 7                               |                                 |                                 |
| 121                             | MRI Jean Marie Emmanuel Froget     | 2:05.47                         | 3                               | 0                               |                                 |                                 |
| 122                             | MRI Mathieu Gilles Marquet         | 2:06.44                         | 3                               | 1                               |                                 |                                 |
| 123                             | FIJ Douglas Miller                 | 2:06.47                         | 3                               | 8                               |                                 |                                 |
| 124                             | FIJ Paul Elaisa                    | 2:06.72                         | 2                               | 4                               |                                 |                                 |
| 125                             | UAE Saeed Al Jesmi                 | 2:06.77                         | 3                               | 6                               |                                 |                                 |
| 126                             | TAH Vincent Perry                  | 2:06.92                         | 5                               | 9                               |                                 |                                 |
| 127                             | ARM Sergey Pevnev                  | 2:07.73                         | 3                               | 3                               |                                 |                                 |
| 128                             | IRQ Ahmed Majeed Ali Tayawi        | 2:08.55                         | 2                               | 0                               |                                 |                                 |
| 129                             | OMA Al Khaduri Musallam            | 2:09.44                         | 5                               | 5                               |                                 |                                 |
| 130                             | SEY Shane Mangroo                  | 2:09.87                         | 2                               | 6                               |                                 |                                 |
| 131                             | TKM Sergey Krovyakov               | 2:11.39                         | 2                               | 7                               |                                 |                                 |
| 132                             | GUY Henk Aloysius Lowe             | 2:11.56                         | 2                               | 8                               |                                 |                                 |
| 133                             | SEY Adam Viktora                   | 2:12.13                         | 2                               | 1                               |                                 |                                 |
| 134                             | MNP Cooper Graf                    | 2:12.17                         | 2                               | 3                               |                                 |                                 |
| 135                             | MNP Shin Kimura                    | 2:13.02                         | 2                               | 2                               |                                 |                                 |
| 136                             | SAM Jesse Nilon                    | 2:13.15                         | 2                               | 5                               |                                 |                                 |
| 137                             | BRN Fahad Alqooz                   | 2:17.04                         | 1                               | 3                               |                                 |                                 |
| 138                             | TKM Ahmet Halliyev                 | 2:17.22                         | 1                               | 4                               |                                 |                                 |
| 139                             | MDV Inayath Hassan                 | 2:18.63                         | 1                               | 6                               |                                 |                                 |
| 140                             | MDV Ali Mohamed Raaidh             | 2:22.16                         | 1                               | 5                               |                                 |                                 |
| 141                             | GHA Christopher Symonds            | 2:32.84                         | 1                               | 2                               |                                 |                                 |
| —                               | NOR Alexander Dale Oen             | DNS                             | 1                               | 7                               |                                 |                                 |
| —                               | SRB Aleksandar Jeremic             | DNS                             | 1                               | 8                               |                                 |                                 |
| —                               | TPE Lin Kuan-Ting                  | DNS                             | 7                               | 8                               |                                 |                                 |
| —                               | DEN Mads Glæsner                   | DNS                             | 15                              | 2                               |                                 |                                 |
| —                               | UAE Obaid Aljesmi                  | DSQ                             | 4                               | 5                               |                                 |                                 |
| —                               | CHI Salvador Mallat Arcaya         | DSQ                             | 8                               | 4                               |                                 |                                 |

### Semifinal
Estes são os resultados das semifinais:
| Pos. | Atleta                    | Tempo   | Bateria | Raia | Notas                 |
| ---- | ------------------------- | ------- | ------- | ---- | --------------------- |
| 1    | GER Paul Biedermann       | 1:43.65 | 2       | 4    | Recorde do campeonato |
| 2    | RUS Danila Izotov         | 1:45.09 | 2       | 5    |                       |
| 3    | USA Michael Phelps        | 1:45.23 | 1       | 4    |                       |
| 4    | RUS Nikita Lobintsev      | 1:45.31 | 2       | 6    |                       |
| 5    | JPN Sho Uchida            | 1:45.45 | 1       | 3    | Recorde nacional      |
| 6    | NED Sebastiaan Verschuren | 1:45.69 | 2       | 3    |                       |
| 7    | AUS Kenrick Monk          | 1:45.77 | 2       | 2    |                       |
| 8    | RSA Jean Basson           | 1:45.82 | 1       | 5    |                       |
| 9    | SUI Dominik Meichtry      | 1:46.13 | 1       | 1    |                       |
| 10   | CAY Shaune Fraser         | 1:46.44 | 2       | 7    |                       |
| 11   | GBR Ross Davenport        | 1:46.46 | 2       | 8    |                       |
| 12   | USA David Walters         | 1:46.61 | 1       | 1    |                       |
| 13   | KOR Park Taehwan          | 1:46.68 | 1       | 6    |                       |
| 14   | AUS Patrick Murphy        | 1:46.70 | 1       | 2    |                       |
| 15   | GBR Andrew Hunter         | 1:46.90 | 1       | 7    |                       |
| 16   | JPN Shogo Hihara          | 1:47.36 | 1       | 8    |                       |

### Final
Estes são os resultados da final:
| Pos.              | Atleta                    | Tempo   | Raia | Notas            |
| ----------------- | ------------------------- | ------- | ---- | ---------------- |
| Medalha de ouro   | GER Paul Biedermann       | 1:42.00 | 4    | Recorde mundial  |
| Medalha de prata  | USA Michael Phelps        | 1:43.22 | 3    |                  |
| Medalha de bronze | RUS Danila Izotov         | 1:43.90 | 5    |                  |
| 4                 | JPN Sho Uchida            | 1:45.24 | 2    | Recorde nacional |
| 5                 | AUS Kenrick Monk          | 1:45.46 | 1    |                  |
| 6                 | RSA Jean Basson           | 1:45.67 | 8    |                  |
| 7                 | NED Sebastiaan Verschuren | 1:46.05 | 7    |                  |
| 8                 | RUS Nikita Lobintsev      | 1:46.33 | 6    |                  |

## Novos recordes
| Tipo                  | Atleta          | Tempo   | Local | Data                | Ref |
| --------------------- | --------------- | ------- | ----- | ------------------- | --- |
|                       | Paul Biedermann | 1:42.00 | Roma  | 28 de julho de 2009 | ver |
| Recorde do campeonato | Paul Biedermann | 1:42.00 | Roma  | 28 de julho de 2009 | ver |

Legenda
| Recorde mundial       | Recorde mundial (World record)               |                       | Recorde africano                      | Recorde africano (African) |                                           | Q | Classificado por posição (Qualified) |
| Recorde do campeonato | Recorde do campeonato (Championship record)  | Recorde da América    | Recorde da América (Americas)         | q                          | Classificado por melhor tempo (Qualified) |   |                                      |
| Melhor marca do ano   | Melhor marca do ano (World leading)          | Recorde asiático      | Recorde asiático (Asian)              | DNS                        | Não largou (Did not start)                |   |                                      |
| Recorde nacional      | Recorde nacional (National record)           | Recorde europeu       | Recorde europeu (European)            | DNF                        | Não terminou (Did not finish)             |   |                                      |
| Recorde pessoal       | Recorde pessoal do atleta (Personal best)    | Recorde da Oceania    | Recorde da Oceania (Oceania)          | DSQ / DQ                   | Desclassificado (Disqualified)            |   |                                      |
| Recorde da temporada  | Recorde da temporada do atleta (Season best) | Recorde sul-americano | Recorde sul-americano (South America) | NM                         | Sem marca (No mark)                       |   |                                      |